# SPV M3000
SPV M3000 – smartfon produkowany przez HTC.

## Opis telefonu
SPV M3000 to brandowany przez Orange palmofon HTC Wizard 200. Domyślnie posiada sim- i cidlock nałożony przez operatora oraz Orange Menu w systemie. Posiada aparat cyfrowy 1,3 MPx, łączność USB, IrDA, Bluetooth 1.2 oraz WiFi (802.11b/g), ekran dotykowy 2,8" oraz wysuwaną klawiaturę kciukową QWERTY z lewej strony. Jego następcą jest HTC TyTN, który jako pierwszy nie jest brandowany przez Orange i sprzedawany z oficjalną nazwą i logo. SPV M3000 był też sprzedawany w sieci Era pod nazwą MDA Vario.

## Specyfikacja techniczna
- Ekran dotykowy 2,8" w rozdzielczości 240 × 320 w 65 536 kolorach
- Wysuwana klawiatura kciukowa QWERTY
- Bateria litowo-jonowa 1250 mAh
- Aparat cyfrowy 1.3 Mpx z diodą LED pełniącą funkcję lampy błyskowej
- Procesor Texas Instruments OMAP 850 ARM 926EJ-S 192 MHz
- Pamięć operacyjna 64 MB DRAM
- Pamięć wewnętrzna 128 MB
- Slot kart pamięci miniSD, obsługa do 4 GB
- System operacyjny: Windows Mobile 5.0
- Czterozakresowy moduł GSM 850/900/1800/1900 MHz
- Moduł bezprzewodowy Wi-Fi (802.11b/g)
- Moduł bezprzewodowy Bluetooth 2.0
- Złącze miniUSB do ładowania i synchronizacji (brak hosta USB)
- Złącze słuchawkowe Jack 2,5 mm
- IrDA
- Wymiary: 108 × 58 × 23,7 mm
- Masa: 169 g

## Pre-instalowane oprogramowanie
- Bubble Breaker
- ClearVuePDF
- Excel Mobile
- Pocket MSN
- PowerPoint Mobile
- Pasjans
- Wybieranie głosowe
- Word Mobile
- Zip
- Menedżer pobierania